# 리처드 베네딕

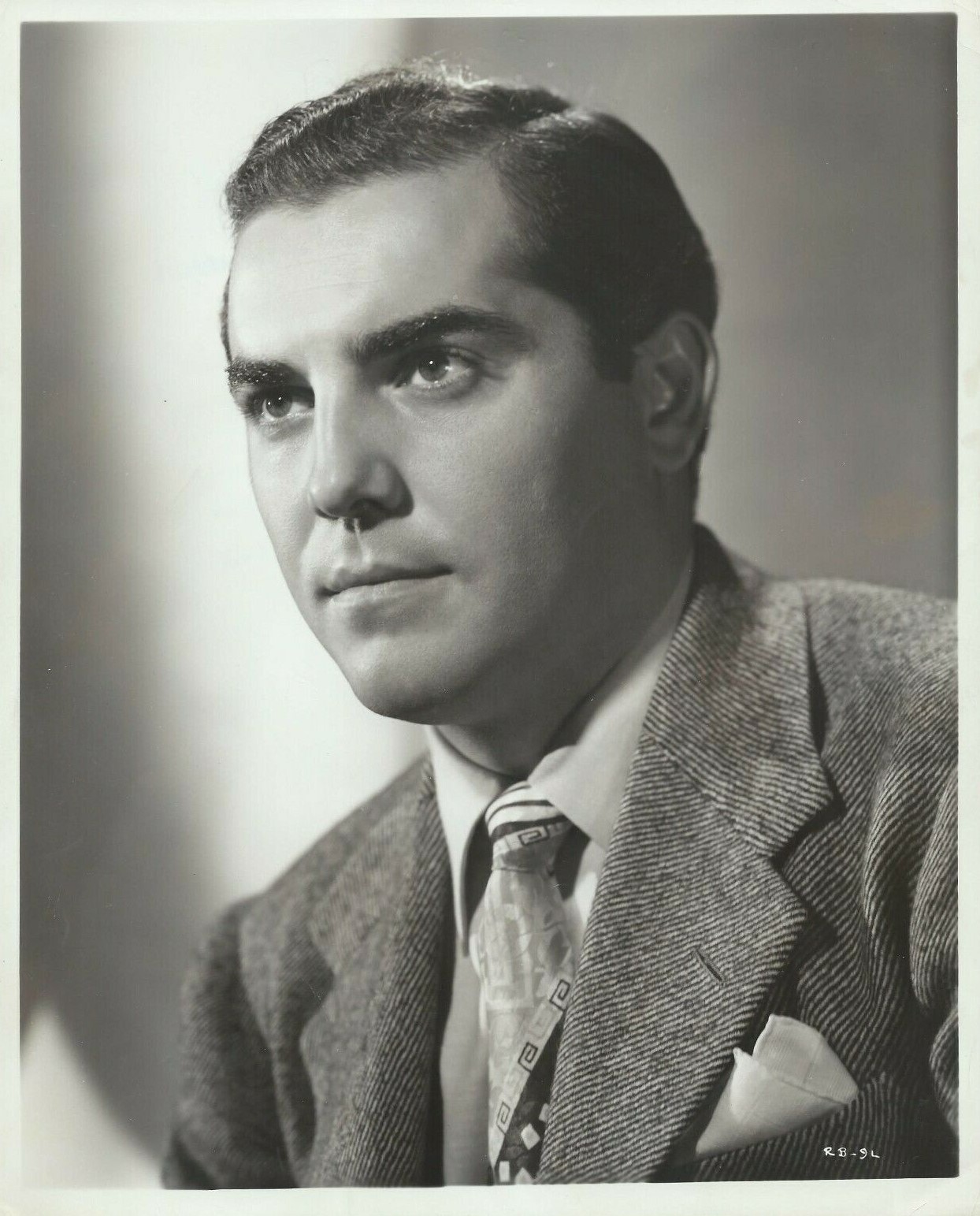

리처드 베니딕트(Richard Benedict, 1920년 1월 8일 ~ 1984년 4월 25일)는 미국의 각본가, 영화 감독, 배우, 텔레비전 감독이다.
팔레르모에서 태어났다.

## 작품 목록
- 꿈꾸는 낙원 (1978년)
- 형사 Q (1976년)
- 여형사 페페 (1974년)
- 경찰 초년병 (1972년)
- 닥터 게논 (1969년)
- 캐넌 목장 (1967년)
- 어 스윈긴 썸머 (1965년)
- 겟 스마트 (1965년)
- 전투 (1962년)
- 아다 (1961년)
- 오션스 일레븐 (1960년)
- 잇! 더 테러 프롬 비욘드 스페이스 (1958년)
- 비기닝 오브 더 엔드 (1957년)
- 그는 마지막에 웃었다 (1956년)
- 텍사스 결사대 (1955년)
- 슈퍼맨 - 54년작 5 (1954년)
- 런 포 더 힐스 (1953년)
- 비장의 술수 (1951년)
- 윈도우 (1949년)
- 십자포화 (1947년)
- 썸웨어 인 더 나잇 (1946년)
- 워크 인 더 선 (1945년) - Pvt. 트랜넬라 역

### 텔레비전 드라마
- 인베이더 - 시리즈 (1967) - 연출
- 도망자 (1967) - 연출
- 제5전선 (1967-69) - 연출
- 하와이 파이브-O (1968-78) - 연출, 출연
- 아이언사이드 (1969-70) - 연출, 출연
- 미녀 삼총사 (1976) - 연출